# Kris Boyd
Kris Boyd (Irvine, Escocia, 18 de agosto de 1983) es un exfutbolista escocés. Jugaba de delantero centro y su último equipo fue en el Kilmarnock de la Scottish Premiership. Fue internacional con la Selección de Escocia.

## Trayectoria

### Rangers F. C.
Kris Boyd se crio en Tarbolton, cerca de Ayr. Desde pequeño fue aficionado del Rangers FC, equipo en el que comenzó su carrera futbolística, jugando en varios partidos amistosos. Sin embargo, a los 12 años se unió al programa de desarrollo de jóvenes futbolistas del Kilmarnock FC, cerca de su aldea natal.
Boyd firmó su primer contrato profesional con el Kilmarnock el 25 de agosto de 1999 y debutó en la última jornada de la temporada 2000/01 contra el Celtic. La siguiente temporada tuvo más oportunidades en el equipo y anotó 4 tantos. En la 2002/03 se convirtió en titular y anotó 12 goles, lo que le valió para conseguir el Young Player of the Year (Jugador Joven del Año) y para que el Wolverhampton Wanderers le ofreciera realizar una prueba con el equipo.
En la temporada 2003/04 marcó 15 goles y en la temporada 2004/05 19 goles entre todas las competiciones. Durante la temporada 2005/06 atrajo el interés del Cardiff City y el Sheffield Wednesday, quienes realizaron ofertas que el Kilmarnock llegó a aceptar pero el propio Boyd rechazó.
El 1 de enero de 2006, durante el mercado de invierno, Boyd firmó por el Rangers. Debutó contra el Peterhead en un partido de la Copa de Escocia anotando un triplete. En 17 partidos con el Rangers esa temporada anotó 20 goles, sumando 37 entre Rangers y Kilmarnock ese mismo año. Se convirtió en el primer jugador en convertirse en máximo anotador jugando en dos clubes en una temporada.
En la temporada 2006/07 anotó 20 goles en liga y 25 en todas las competiciones con el Rangers. Hizo su gol número 100 en la Scottish Premier League el 5 de mayo de 2007 contra el Celtic.
En la temporada 2007/08 anotó su gol número 50 el 26 de septiembre de 2007, 627 días después de su debut. Se convirtió así en el segundo jugador más rápido en llegar a esta cifra tras Jim Forrest.
El 16 de marzo de 2008 ganó la Copa de la Liga de Escocia, imponiéndose al Dundee United. Boyd anotó los dos goles de su equipo para el empate a dos final y también el penal decisivo que dio el título al Rangers. Esta temporada también ganó la Copa de Escocia, marcando dos goles en la final contra el Queen of the South. Terminó la temporada con 25 goles.
En enero de 2009 el Rangers aceptó una oferta de £4 millones del Birmingham City, dirigido por el exentrenador del Rangers Alex McLeish. Sin embargo Boyd no llegó a un acuerdo con el club inglés por razones personales y se quedó en Glasgow. En la temporada 2008/09 ganó la Scottish Premier League y una nueva Scottish Cup. Terminó como máximo goleador del Rangers, una vez más, con 31 goles.
El 30 de diciembre de 2009 anotó 5 de los 7 goles de su equipo en un partido de liga contra el Dundee United convirtiéndose así en el máximo goleador de la historia de la Scottish Premier League, superando a Henrik Larsson.El 29 de abril de 2009 anotó su gol número 100 con los Rangers en todas las competiciones en la victoria 3-0 sobre el St. Mirren por la Copa de Escocia. Boyd anotaría su gol número 100 con los Rangers en la Premier League escocesa un año después, el 1 de mayo de 2010. En la temporada 2009/10 fue de nuevo máximo goleador con 26 tantos y ganó por segunda vez la SPL y la Copa.

### Middlesbrough F. C.
En el verano de 2010 dejó el Rangers para firmar con el Middlesbrough de la Championship. Tras jugar 26 partidos y anotar 6 goles, el 8 de marzo de 2011 se marcha cedido al Nottingham Forest a cambio de la cesión desde el club de Nottingham del portero Paul Smith. Terminada la temporada regresó al Boro tras haber jugado 10 partidos y anotado 6 goles con el Forest.

### Portland Timbers
Luego de seis meses de inactividad, Boyd fue fichado por los Portland Timbers de la Major League Soccer el 30 de enero de 2012 como jugador designado. Boyd tuvo un impacto inmediato en el club, anotando su primer gol en su partido debut en la pretemporada 2012.

## Selección nacional
Es internacional con la Selección de fútbol de Escocia. Debutó el 11 de mayo de 2006 contra la Selección de fútbol de Bulgaria en un partido de la Copa Kirin, marcando dos goles.
En 2008 anunció que no volvería a jugar con Escocia mientras George Burley fuera seleccionador. Esta decisión la tomó tras ser sustituido en un partido clasificatorio para la Copa Mundial de Fútbol de 2010 contra Noruega por el debutante Chris Iwelumo. Burley argumentó que Boyd "tenía que asentarse en el Rangers, cosa que aún no había conseguido". Tras la destitución de Burley como seleccionador en 2009 Boyd regresó a la selección, volviendo a jugar el 22 de febrero de 2010 contra la República Checa.

## Clubes
| Club              | País           | Año         |
| ----------------- | -------------- | ----------- |
| Kilmarnock        | Escocia        | 2000 - 2006 |
| Rangers           | Escocia        | 2006 - 2010 |
| Middlesbrough     | Inglaterra     | 2010 - 2011 |
| Nottingham Forest | Inglaterra     | 2011        |
| Eskişehirspor     | Turquía        | 2011        |
| Portland Timbers  | Estados Unidos | 2012        |
| Kilmarnock        | Escocia        | 2013 - 2014 |
| Rangers           | Escocia        | 2014 - 2015 |
| Kilmarnock        | Escocia        | 2015 - 2019 |

## Palmarés

### Campeonatos nacionales
| Título          | Club    | País    | Año     |
| --------------- | ------- | ------- | ------- |
| Copa de Escocia | Rangers | Escocia | 2007-08 |
| Copa de la Liga | Rangers | Escocia | 2007-08 |
| Liga de Escocia | Rangers | Escocia | 2008-09 |
| Copa de Escocia | Rangers | Escocia | 2008-09 |
| Liga de Escocia | Rangers | Escocia | 2009-10 |
| Copa de la Liga | Rangers | Escocia | 2009-10 |

### Distinciones individuales
| Distinción                                                       | Año         |
| ---------------------------------------------------------------- | ----------- |
| Jugador del mes de noviembre de la Scottish Premiership          | 2005        |
| Jugador del mes enero de la Scottish Premiership                 | 2006        |
| Máximo goleador de la Scottish Premiership (32 goles)            | 2006        |
| Máximo goleador de la Scottish Premiership (20 goles)            | 2007        |
| Jugador del mes de diciembre de la Scottish Premiership          | 2009        |
| Máximo goleador de la Scottish Premiership (27 goles)            | 2009        |
| Máximo goleador de la Scottish Premiership (23 goles)            | 2010        |
| Máximo goleador histórico de la Scottish Premiership (162 goles) | 2010 - Act. |